# Oriana de Guermantes
Oriana, duquessa de Guermantes, en principi princesa de les Laumes, és un personatge d'A la recerca del temps perdut de Marcel Proust.
El narrador està fascinat per ella des de la infantesa.
La seva família està vinculada a la de Genoveva de Brabant, a les La Rochefoucauld. És una de les reines del faubourg Sant-Germain i el narrador està captivat per la seva bellesa i la seva elegància.
Proust es va inspirar en diversos models per a aquest personatge, del qual la famosa comtessa Greffulhe, Hélène Standish, la comtessa de Chevigné, i quan és princesa de les Laumes, de la comtessa Jean de Castellane, la d'entonació germànica. És la comtessa de Chevigné, aleshores amb trenta anys, que Marcel Proust prova de veure al carrer sense gosar de parlar-li. Un dia l'aborda i, sorpresa, ella li llança acuitada el famós: «Fitz-James m'espera!», frase que reapareix a la Recerca i qui fereix el narrador, com un refús.

## Intèrprets en adaptacions cinematogràfiques
| Oriana, duquessa de Guermantes és interpretada per: - Fanny Ardant a L’amor de Swann de Volker Schlöndorff (1984) - Edith Scob a Le Temps retrouvé de Raoul Ruiz (1999) - Valentine Varela a À la recherche du temps perdu de Nina Companeez (2011) | Basin, duc de Guermantes és interpretat per: - Gabriel Cattand a Les Cent Livres des Hommes, episodi Du côté de chez Swann, de Claude Santelli (1971) - Jacques Boudet a L’amor de Swann de Volker Schlöndorff (1984) - Jean-Claude Jay a Le Temps retrouvé de Raoul Ruiz (1999) - Bernard Farcy a À la recherche du temps perdu de Nina Companeez (2011) |